# Speckseite (Aschersleben)
Die Speckseite ist ein vorgeschichtlicher Menhir in Aschersleben im Salzlandkreis in Sachsen-Anhalt.

## Lage und Beschreibung
Der Stein befindet sich im Südosten von Aschersleben, unmittelbar südlich der Schierstedter Straße, etwa 100 m östlich des Bahnübergangs. Er steht dort auf einer natürlichen Anhöhe, auf der ein künstlicher Grabhügel errichtet wurde, dem der Menhir als Bekrönung diente. Der mehrfach umgekippte Stein wurde 1575 und 1720 wieder aufgerichtet. 1885 und 1932 fanden archäologische Grabungen statt. Dabei wurde festgestellt, dass er direkt auf einem Steinpackungsgrab stand. Da es keine Beigaben enthielt, konnte es nur allgemein ins Endneolithikum oder in die frühe Bronzezeit datiert werden. Weitere Gräber im Umfeld der Speckseite stammten aus dem Mittelalter.
Der Menhir besteht aus Braunkohlenquarzit. Seine Höhe beträgt 190 cm (hiervon ragen nur 90 cm aus der Erde), die Breite 190 cm und die Tiefe 20 cm. Er ist etwa nord-südlich orientiert, hat die Form einer unregelmäßigen Platte und weist an den Breitseiten, vor allem an der westlichen, zahlreiche Nägel auf. Möglicherweise wurde der Stein in jüngerer Zeit gedreht, da Waldtraut Schrickel in den 1950er Jahren die meisten Nägel auf der Südseite verortete.
Funde aus der Umgebung des Steins stammen aus der Bandkeramik, der Baalberger Kultur, der Bernburger Kultur, der Schnurkeramikkultur, der Glockenbecherkultur, der Aunjetitzer Kultur, der Vollbronzezeit, der La-Tène-Zeit und aus dem Mittelalter.
Der Name des Steins soll sowohl auf seine Form als auch auf seine glänzende Oberfläche zurückgehen. Im Mittelalter wurden hier Gaugerichte abgehalten.

## Der Menhir in regionalen Sagen
Um die Speckseite rankt sich eine Sage, die mit dem einst verbreiteten Aberglauben zusammenhängt, Steine würden bei Gewitter weich werden. Zur Besänftigung der heidnischen Götter sollen dann Nägel in den Stein getrieben worden sein. Dieser Brauch wurde in abgewandelter Form bis ins Mittelalter praktiziert: Wandernde Gesellen sollten hier ihre Geschicklichkeit beweisen, indem sie Nägel in den Stein trieben, ohne diese zu verbiegen. Allmählich uferte dieser Brauch allerdings aus und junge Fuhrknechte und Rosstreiber wurden genötigt, ihr Geschick zu beweisen. Gelang es ihnen nicht, wurden sie verprügelt und mussten das Nageln solange wiederholen, bis es ihnen gelang oder sie sich freikauften. Eine Variante dieser Sage berichtet, dass zwei Gesellen von einer Horde Raufbolde festgehalten und genötigt wurden, einen Nagel in den Stein zu schlagen, ohne dass er sich verbiege. Sollten sie versagen, sei ihr Leben verwirkt. Die beiden Gesellen beteten zu Gott, worauf sie nicht nur ihre Probe bestanden, sondern auch noch ungeheure Kräfte bekamen und somit die Raufbolde in die Flucht schlagen konnten.